# Simon Thoumire
Simon Thoumire (* 1970 in Edinburgh) ist ein schottischer Konzertinaspieler, Komponist und Musikproduzent.
Thoumire spielte im Alter von neun Jahren Dudelsack in einer Boys Brigade. Über eine Schwester, die Akkordeonschülerin von Chrissie Leatham war, kam er zur Konzertina. Er trat in verschiedenen Folk Clubs auf und wurde Mitglied der Hopscotch Ceilidh Band. Bekannt wurde er als Mitglied der Gruppe Seannachie, der er 1987 beitrat und mit der er zwei Alben aufnahm. 1989 gewann er den Young Tradition Award von  BBC Radio 2.
1990 veröffentlichte Thoumire mit dem Gitarristen Ian Carr sein erstes Soloalbum Hootz. Mit  Kevin MacKenzie und Brian Shiels gründete er die Simon Thoumire Three, eine Gruppe, die traditionelle schottische Musik mit Jazz verband und deren erfolgreichstes Album  March, Strathspey, & Surreal 1996 erschien.
Mit dem Keyboarder Fergus MacKenzie nahm Thoumire 1995 das Album Exhibit A auf, in Zusammenarbeit mit der amerikanischen Folkgruppe The Mollys entstand das Album Trip to Scotland. Anlässlich der ersten Sitzung des schottischen Parlaments wurde 1999 in der Royal Concert Hall von Glasgow seine Music for a New Scottish Parliament uraufgeführt. 2000 fand die Uraufführung seines The Scottish Requiem statt.
1999 gründete Thoumire das Plattenlabel Tartan Records mit dem Sublabel Foot Stompin' Records, das u. a. Alben von Liz Doherty und den The Fiddlesticks produzierte. 2000 folgte der Scottish Traditional Music Trust und 2003 Hands Up for Trad. Weiterhin gründete er die traditionelle Folkband Keep It Up. Seit 2000 arbeitet er mit dem Pianisten David Milligan zusammen, mit dem er in Kanada und bei verschiedenen Festivals in Europa auftrat.

## Diskographie
- Seannachie: Take Note!, 1987
- Hootz mit Ian Carr, 1990
- Seannachie: Devil's Delight, 1991
- Simon Thoumire Three: Waltzes for Playboys, 1993
- Exhinbit A mit Fergus MacKenzie, 1995
- Simon Thoumire Three: March, Strathspey and Surreal, 1996
- Trip to Scotland, 1997
- Hamish MacGregor: Scottish Love Songs, 1998
- Simon Thoumire Orchestra: Celtic Connections Suite, 1998
- Simon Thoumire Orchestra: Music for a New Scottish Parliament, 1999
- John Rae's Celtic Feet, 1999
- Solo 1, 2000
- John Rae's Celtic Feet: Beware the Feet, 2001
- The Big Day In mit David Milligan, 2001
- John McCusker: Goodnight Ginger, 2002
- Kevin MacKenzie's Vital Signs: A New Horizon, 2004
- Brothers in Music: Paul Dunmall, Simon Thoumire, Phil Gibbs, John Edwards, 2004
- Experiments in Culture, 2005
- Free C, 2007
- Third Flight Home mit David Milligan, 2007